# Miguel Ángel Revilla Roiz
Miguel Ángel Revilla Roiz (Polaciones, Cantabria, 23 de gener de 1943) és un polític i economista càntabre, setè president de la Comunitat Autònoma de Cantàbria, fundador i secretari del Partit Regionalista de Cantàbria (PRC), diputat, director de banca i professor de política econòmica.
Es llicencià en Ciències Econòmiques i Empresarials per la Universitat de Bilbao, on també va realitzar la diplomatura en Banca i Borsa. És director de banca en excedència.
El 1974 entrà al Sindicat Vertical Franquista on tingué el càrrec de responsable comarcal per Torrelavega. Entre 1974 i 1982 dirigí la sucursal del Banc Atlàntic en Torrelavega, per aquella època era professor d'Estructura Econòmica a l'Escola Superior de Direcció d'Empreses de Santander. El 1982 entrà a formar part del professorat de la Universitat de Cantàbria, on fou professor de Política Econòmica i Hisenda Pública fins a l'any 1995.
El 1976 creà l'Associació per la Defensa dels Interessos de Cantabria (ADIC) i dos anys després, el Partit Regionalista de Cantàbria (PRC), del qual en l'actualitat és el president i representant al Govern de Cantàbria. Des de 1982 és diputat del seu partit en el Parlament Autonòmic de Cantàbria. Des de 1988 és Secretari General del Partit PRC.
Durant les legislatures de 1995-1999 i 1999-2003 fou el vicepresident i conseller d'Obres Públiques, Habitatge i Urbanisme del Govern de Cantàbria en coalició amb el PP. A les eleccions autonòmiques del 2003, pactà amb el partit socialista de la seva comunitat. El 27 de juliol de 2003 fou nomenat President de Cantàbria.
A les eleccions autonòmiques del 2007 guanyà més pes polític, amb 12 escons, i tornà a ser President de la seva comunitat autònoma. A les eleccions generals de 2008, el seu partit (PRC) no volia presentar-s'hi, però Revilla va continuar amb les seves preferències de continuïtat amb el PSOE de Zapatero. El 2010, segons el baròmetre del Centre d'Investigacions Sociològiques, era el líder autonòmic millor valorat d'Espanya.
A les eleccions de 2011 el Partit Popular va obtenir la majoria absoluta i va poder governar, però a les eleccions de 2015 no va revalidar la majoria absoluta i el PRC va poder formar una coalició amb PSOE, i gràcies a l'abstenció de Podemos, Revilla aconseguí ser President de nou. En les eleccions de 2019, en les que encapçalava de nou la candidatura el seu partit, va guanyar per primer cop les votacions.
Revilla començà a intervenir en programes de diferents canals de TV, com el programa d'Andreu Buenafuente a La Sexta comentant l'actualitat.

## Llibres
- La economía de Cantabria (1978)